# Huang Weifen

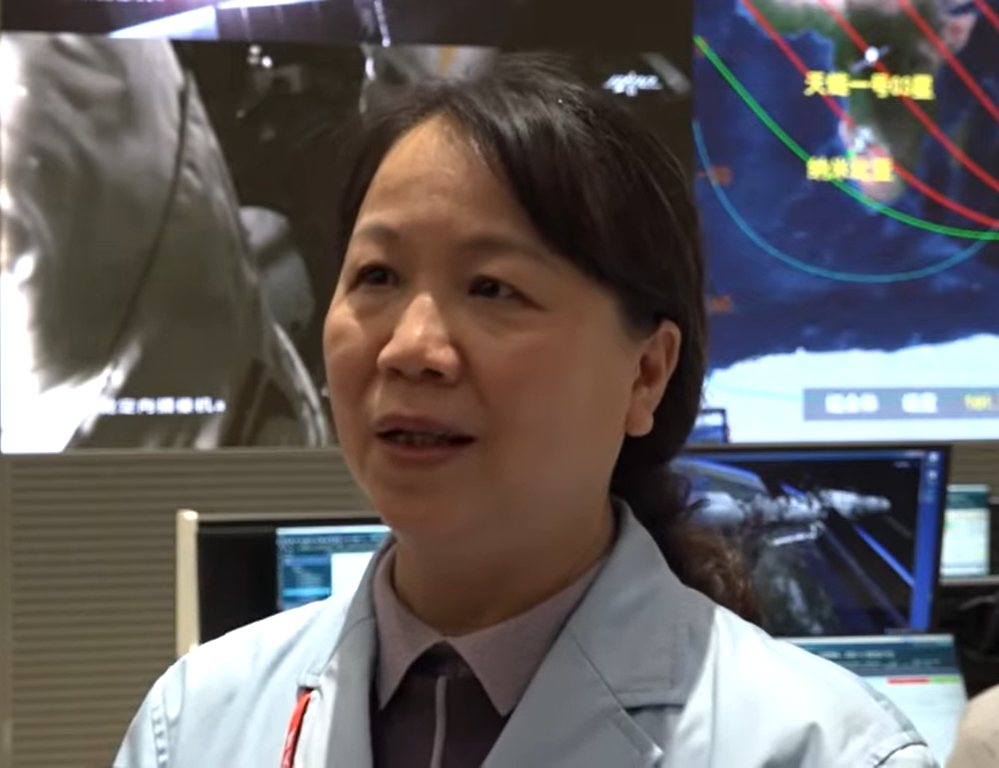
Huang Weifen (2021)

Huang Weifen (chinesisch 黄偉芬 / 黄伟芬, Pinyin Huáng Wěifēn; * 1965 in Ganzhou, Provinz Jiangxi, Volksrepublik China) ist eine chinesische Raumfahrtmedizinerin. Seit 1992 ist sie Leiterin der Raumfahrerauswahl und -ausbildung am Chinesischen Raumfahrer-Ausbildungszentrum in Peking, seit 2020 zusätzlich Technische Direktorin des Raumfahrersystems des bemannten Raumfahrtprogramms der Volksrepublik China.

## Jugend und Luftfahrttechnik
Huang Weifen wurde 1965 in der bezirksfreien Stadt Ganzhou, in der südostchinesischen Provinz Jiangxi geboren, wo sie das 4. Gymnasium im Stadtbezirk Zhanggong besuchte.
In der Oberstufe war sie immer die Beste in ihrer Klasse. Außerdem war sie in ihrer Gymnasialzeit eine Leistungsträgerin bei den Schwertkämpferinnen der damaligen Wushu-Mannschaft von Ganzhou (赣州地区武术队).
1981, mit 16 Jahren, machte Huang Weifen Abitur, wobei sie mit 499 Punkten ein sehr gutes Ergebnis erzielte. Sie erhielt damals Einladungen einer ganzen Reihe von Hochschulen. Ihr Vater meinte jedoch, sie sollte ihre Fähigkeiten am besten dafür einsetzen, Wissenschaft und Technik in der Landesverteidigung voranzubringen. Daraufhin bewarb sie sich an der Luftfahrtakademie Peking.
Huang Weifen bestand die Aufnahmeprüfung und studierte Flugzeugbau. Nebenbei betätigte sie sich als Kunstturnerin und nahm 1982 für ihre Universität an den 1. Nationalen Studentenwettspielen teil. 1985 machte sie das Vordiplom.

## Chinesisches Raumfahrer-Ausbildungszentrum
Nach dem Vordiplom bewarb sich Huang Weifen noch 1985 beim damaligen Forschungsinstitut für Raumfahrtmedizin und -technik (seit 2005 „Chinesisches Raumfahrer-Ausbildungszentrum“) der Kommission für Wissenschaft, Technik und Industrie für Landesverteidigung, das gerade von der Kommission für akademische Grade des Staatsrats der Volksrepublik China die Erlaubnis erhalten hatte, Studenten aufzunehmen. Sie bestand die Aufnahmeprüfung und studierte bei dem berühmten Physiologen Liu Guangyuan (刘光远) Gravitationsphysiologie, also die Auswirkungen der Schwerelosigkeit bzw. Gewichtszunahme bei Start und Rückkehr auf den menschlichen Körper. 1988 schloss sie ihr Studium mit dem Staatsexamen in Raumfahrtmedizin ab.
Nach dem Staatsexamen blieb Huang Weifen am Institut. Das bemannte Raumfahrtprogramm der Volksrepublik China gab es damals noch nicht. In dem 1986 aufgelegten „Programm 863“ zur Förderung von Hochtechnologie waren im Fachbereich 863-2 (Raumfahrt) jedoch bereits Mittel für vorbereitende Forschungen auf dem Gebiet der Lebenserhaltungssysteme bereitgestellt. 1990 war Huang Weifen an der Konstruktion einer Kabine beteiligt, die in einen Rückkehrsatelliten vom Typ Bahnbrecher-1 eingebaut wurde und in der am 15. Oktober 1990 um 06:15 Uhr UTC vom Kosmodrom Jiuquan mit einer Changzheng-2C-Trägerrakete erstmals zwei chinesische Mäuse ins All abhoben. Die Temperatur in der Kabine wurde im Bereich zwischen 14 und 28 °C gehalten, sie verfügte über einen Fütterungsmechanismus für die Tiere, und nach achttägigem Flug landeten die beiden Mäuse am 13. Oktober 1990 um 04:00 Uhr UTC wieder wohlbehalten in China.
Nach diesem erfolgreichen Versuch befasste sich Huang Weifen bei der Hauptgruppe Medizin (医学总体组) des Instituts mit Forschungen zur Umsetzung der weltraummedizinischen Erkenntnisse in für Menschen geeignete Technik. Dann genehmigte am 21. September 1992 der Ständige Ausschuss des Politbüros der Kommunistischen Partei Chinas das bemannte Raumfahrtprogramm, nach dem Datum auch „Projekt 921“ genannt. Unterhalb des Büros für bemannte Raumfahrt, wegen der englischen Bezeichnung China Manned Space Agency im Ausland unter der Abkürzung „CMSA“ bekannt, gab es damals sieben (heute 14) Aufgabenbereiche, sogenannte „Systeme“ (系统). Die Verantwortung für das Raumfahrersystem (航天员系统) wurde dem Forschungsinstitut für Raumfahrtmedizin und -technik übertragen.
Erster Kommandant und Technischer Direktor des Raumfahrersystems war Generalmajor Su Shuangning (宿双宁, * 1951).
Das Forschungsinstitut für Raumfahrtmedizin und -technik unterstützte die Chinesische Akademie für Weltraumtechnologie, die Herstellerfirma der Shenzhou-Raumschiffe, bei der Entwicklung der Lebenserhaltungssysteme. Bezüglich der Auswahl und Ausbildung der Raumfahrer musste man auf die Erfahrungen aus dem aufgegebenen Shuguang-Projekt von 1970 zurückgreifen. Generalmajor Su beauftragte Huang Weifen, ein entsprechendes Konzept für die neuen Raumschiffe auszuarbeiten. Nach Analyse der damaligen Unterlagen erarbeitete sie einen Fragebogen, den sie an die anderen Systeme schickte. Jeder Bereich sollte mitteilen, welche Anforderungen dort an die Raumfahrer gestellt würden, also das Trägerraketensystem, mit welcher Beschleunigung gestartet wurde, das Raumschiffsystem, welche Geräte der Raumfahrer zu bedienen hätte, oder das Kosmodromsystem, was der Raumfahrer bei einem Brand auf der Startrampe zu tun hätte. Auf der Basis der erhaltenen Antworten erarbeitete sie im Laufe der folgenden drei Monate ein Gesamtkonzept für die Raumfahrerausbildung (航天员训练总体方案).
1995 wählte das Forschungsinstitut für Raumfahrtmedizin und -technik nach den beim Shuguang-Projekt bewährten Kriterien (1,60 m bis 1,72 m groß, 25 bis 35 Jahre alt etc.) die beiden Kampfpiloten Li Qinglong (李庆龙, * 1962) und Wu Jie (吴杰, * 1963) aus, die nach einem achtmonatigen Sprachkurs im November 1996 an das Juri-Gagarin-Kosmonautentrainingszentrum bei Moskau geschickt wurden, um die regulär vier Jahre dauernde Raumfahrerausbildung innerhalb eines Jahres kennenzulernen.
Anfang 1993 hatte man Huang Weifen dreißig Mitarbeiter zugeteilt, und zusammen mit den beiden in Moskau trainierenden Piloten – sie reiste für eine Weile selbst nach Russland – erarbeitete sie nun bis zum Januar 1998 das offizielle Raumfahrerausbildungsprogramm (航天员训练大纲).
Das Programm ist in drei Abschnitte eingeteilt:
- Theoretische Grundausbildung (6 Monate bis 1 Jahr)
- Technische Spezialausbildung (1 bis 2 Jahre)
- Missionsvorbereitung (1,5 Jahre)

Während der gesamten Ausbildung hat der Raumfahrer acht „Hauptfächer“, die wiederum in insgesamt mehr als hundert Einzelfächer unterteilt sind, die ihrerseits aus zahlreichen Trainingseinheiten bestehen:
- Grundlegende Theorie
- Körperliche Fitness
- Anpassung an die Umgebung im Weltraum (Parabelflüge, Humanzentrifuge, Unterdruckkammer)
- Psychologisches Training
- Technische Spezialausbildung
- Flug- und Missionssimulation (Koppelmanöver, EVA-Training im Wassertank)
- Überlebenstraining (Wüste,[13] Winter, Regenwald, Meer)
- Gemeinsames Training mit Startmannschaften etc.[14][15][16]

Das fertig ausgearbeitete Ausbildungsprogramm musste noch einer Kommission zur Prüfung und Genehmigung vorgelegt werden, in der Experten aus den diversen Fachbereichen vertreten waren, so zum Beispiel Wang Xiji vom Institut 508 der Chinesischen Akademie für Weltraumtechnologie, das für die Landesysteme der Shenzhou-Raumschiffe zuständig war. Die Experten genehmigten das Programm, und im März 1998 begann die Ausbildung der 1. Auswahlgruppe.
Auch beim bemannten Raumfahrtprogramm machte Huang Weifen Karriere. Als Chen Shanguang, bislang Stellvertreter von Su Shuangning, 2004 in Personalunion Kommandant und Technischer Direktor des Raumfahrersystems wurde (und die Leitung des Forschungsinstituts für Raumfahrtmedizin und -technik übernahm), wurde Huang Weifen zur stellvertretenden Technischen Direktorin des Systems ernannt.
Im Sommer 2020 wurde sie schließlich zur Technischen Direktorin des Raumfahrersystems befördert.